# 爱文·费德廉·奥布赖恩
愛文·費德廉·奧布賴恩（英語：Edwin Frederick O'Brien；1939年4月8日—）是美國籍天主教執事級樞機及耶路撒冷聖墓騎士團榮休總團長。

## 生平

### 早期生活
奧布賴恩於1939年4月8日在美國紐約布朗克斯出生，1965年5月29日由方濟各·斯貝爾曼晉鐸。他在越戰期間擔任美國陸軍隨軍神父，後升為上尉，他在軍中先後在布拉格堡陸軍基地的第82空降師及派駐越南的第173空降旅、騎兵1師3旅等部隊內服役。

### 晉牧
奧布賴恩於1996年3月25日由若望·若瑟·奧康納晉牧，並獲教宗若望·保祿二世任命為紐約總教區輔理主教，提最卡領銜教區領銜主教。他1997年至2007年間任美國軍中服務總教區總主教。2007年至2011年間任巴爾的摩總教區總主教。2007年5月，他成為聖座教育部的成員。

### 冊封為樞機
由於若望·博德·福萊樞機榮休，因此奧布賴恩於2011年2月12日接任耶路撒冷聖墓騎士團總團長。教宗本篤十六世於翌年2月18日將他冊封為執事級樞機，領巴拉丁諾聖巴斯弟盎執事區執事銜。2012年4月21日，他被任命為聖座東方教會部和宗座一心理事會的成員。
他曾參與2013年教宗選舉秘密會議，當時選出的是教宗方濟各。
他於2019年12月8日榮休，耶路撒冷聖墓騎士團總團長之職由威田南·費洛尼樞機接任。

## 牧徽

愛文·費德廉·奥布赖恩枢机牧徽